# سن پروسپرو
سن پروسپرو (به ایتالیایی: San Prospero) یک منطقهٔ مسکونی در ایتالیا است که در استان مودنا واقع شده‌است.

## خصوصیات
سن پروسپرو ۳۴٫۴ کیلومترمربع مساحت و ۵٬۳۴۳ نفر جمعیت دارد و ۲۲ متر بالاتر از سطح دریا واقع شده‌است.